# Фундецика
Фундецика (рум. Fundățica) — село у повіті Брашов в Румунії. Входить до складу комуни Фундата.
Село розташоване на відстані 127 км на північний захід від Бухареста, 36 км на південний захід від Брашова.

## Населення
За даними перепису населення 2002 року у селі проживали 133 особи, усі — румуни. Усі жителі села рідною мовою назвали румунську.